# Пудемское (сельское поселение)
Пудемское — упразднённое муниципальное образование со статусом сельского поселения в составе Ярского района Удмуртии.
Административный центр — село Пудем.
Законом Удмуртской Республики от 11.05.2021 № 42-РЗ к 25 мая 2021 года упразднено в связи с преобразованием муниципального района в муниципальный округ.

## Состав
В состав сельского поселения входили 6 населённых пунктов:
- село Пудем;
- деревня Лековай;
- деревня Малое Малагово;
- починок Орловский;
- разъезд Пудемский;
- деревня Цыпья.

## Население
| 2010  | 2011  | 2012  | 2013  | 2014  | 2015  | 2016  |
| ----- | ----- | ----- | ----- | ----- | ----- | ----- |
| 2025  | ↗2297 | ↘1984 | ↘1901 | ↘1879 | ↘1835 | ↘1809 |
| 2017  | 2018  | 2019  | 2020  |       |       |       |
| ↘1798 | ↘1731 | ↘1661 | ↘1624 |       |       |       |